# لامبسبورن
لامبسبورن (به آلمانی: Lambsborn) یک شهر در آلمان است که در کایزرسلاوترن واقع شده‌است. لامبسبورن ۸۰۴ نفر جمعیت دارد.